# Kader Chekhamani
Kader Chekhamani (Francia, 18 de julio de 1971) es un atleta francés retirado especializado en la prueba de 1500 m, en la que consiguió ser subcampeón europeo en pista cubierta en 1998.

## Carrera deportiva
En el Campeonato Europeo de Atletismo en Pista Cubierta de 1998 ganó la medalla de plata en los 1500 metros, con un tiempo de 3:44.89 segundos, tras el portugués Rui Silva y por delante del ruso Andrey Zadorozhniy.